# Résident-général de Corée

Drapeau du résident-général de Corée, de 1905 à 1910

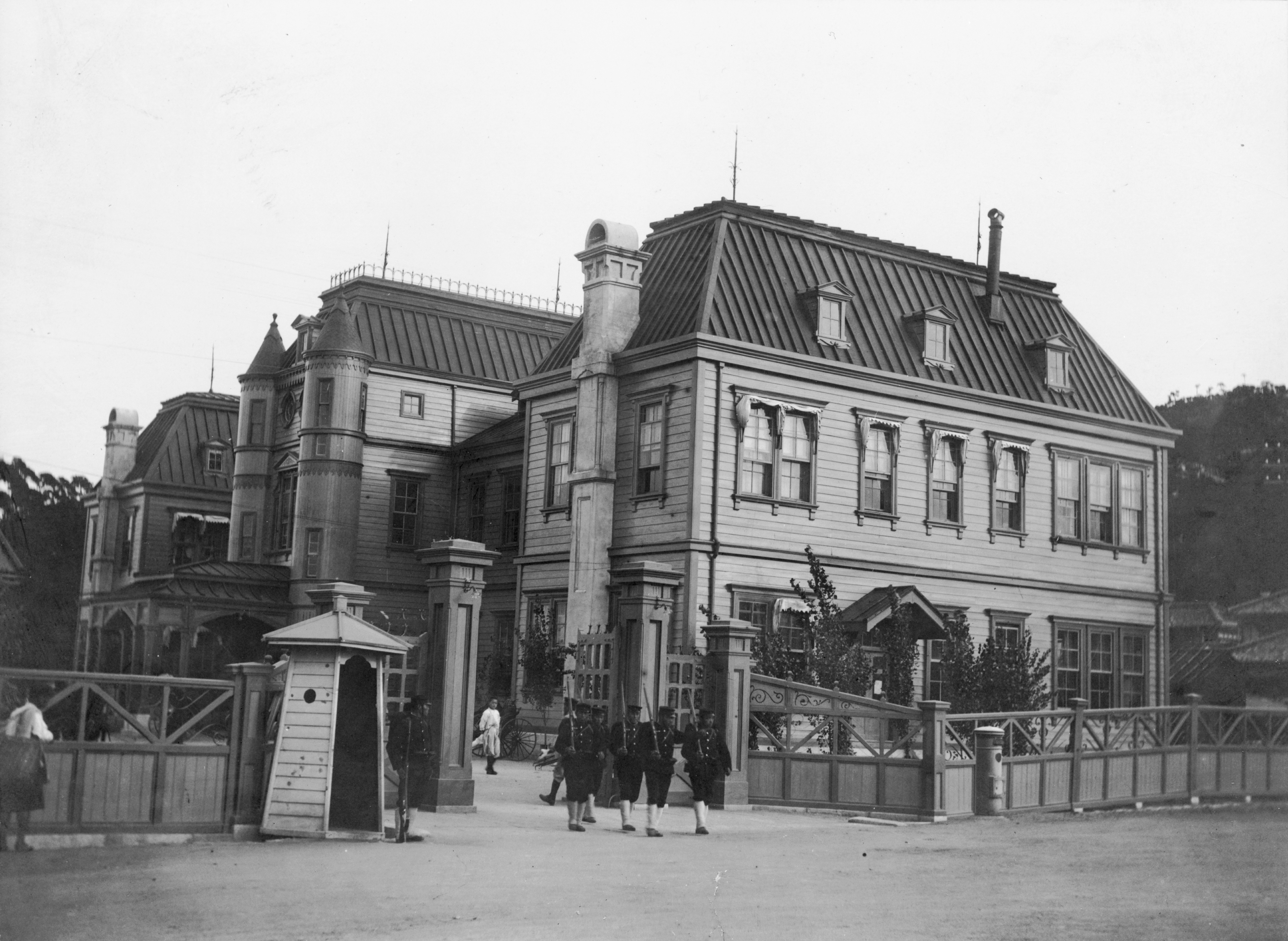
bâtiment du gouverneur général à Waeseongdae.

Le résident-général de Corée (韓国統監府, Kankoku tōkanfu, littéralement : Gouvernement de supervision de l'Empire coréen) est le représentant de l'empire du Japon, au début de sa colonisation de la Corée, lorsque celle-ci est un protectorat japonais (1905-1910).

## Liste des résidents-généraux de Corée
| # | Nom                         | Image | De   | À    |
| - | --------------------------- | ----- | ---- | ---- |
| 1 | Itō Hirobumi 伊藤 博文      |       | 1905 | 1909 |
| 2 | Sone Arasuke 曾禰 荒助      |       | 1909 | 1909 |
| 3 | Terauchi Masatake 寺内 正毅 |       | 1909 | 1910 |